# Komunistyczna Partia (bolszewików) Ukrainy
Komunistyczna Partia (bolszewików) Ukrainy (ukr. Комуністична Партія (більшовиків) України (КП(б)У), ros. Коммунистическая партия (большевиков) Украины (КП(б)У)) – założona 18 kwietnia 1918 komunistyczna partia polityczna, działająca pod tą nazwą do 1952, następnie przemianowana na Komunistyczną Partię Ukrainy.
W latach 1922–1991 część składowa RKP(b)/ WKP(b)/ KPZR. Została rozwiązana i zdelegalizowana 30 sierpnia 1991 roku po oskarżeniu jej członków o współorganizację i wspieranie puczu moskiewskiego. Ostatnim liderem partii był Stanisław Hurenko.

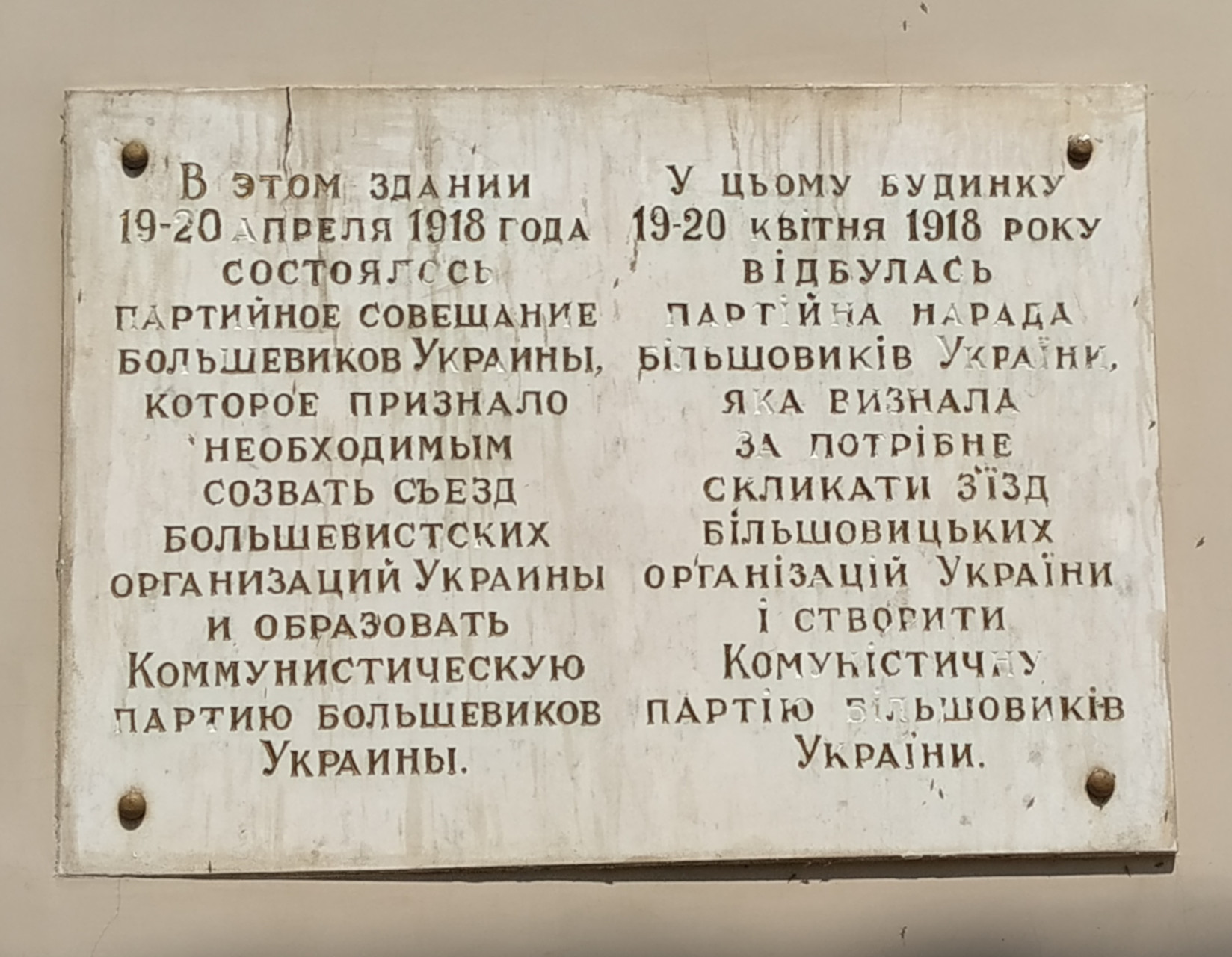
Tablica upamiętniająca założenie Komunistycznej Partii (bolszewików) Ukrainy w Taganrogu

W czasach ZSRR jedna z największych i najbardziej prężnych komunistycznych partii Związku Radzieckiego.

## Przywódcy KP(b)U i KPU
- Jurij Piatakow (12 lipca – 9 września 1918)
- Sierafima Hopner (9 września – 21 października 1918)
- Emanuel Kwiring (21 października 1918 – marzec 1919)
- Stanisław Kosior (maj 1919 – 17 listopada 1920, z przerwą 2 października – 30 grudnia 1919, kiedy formalnie partia była rozwiązana)
- Wiaczesław Mołotow (17 listopada 1920 – 23 marca 1921)
- Feliks Kon (23 marca 1921 – 9 grudnia 1921)
- Dmytro Manuilski (9 grudnia 1921 – 10 kwietnia 1923)
- Emmanuił Kwiring (10 kwietnia 1923- 20 marca 1925)
- Łazar Kaganowicz (5 kwietnia 1925 – lipiec 1928)
- Stanisław Kosior (lipiec 1928 – 27 stycznia 1938)
- Nikita Chruszczow (27 stycznia 1938 – 3 marca 1947, do czerwca 1938 jako p.o.)
- Łazar Kaganowicz (3 marca – 26 grudnia 1947)
- Nikita Chruszczow (25 grudnia 1947- 16 grudnia 1949)
- Leonid Mielnikow (16 grudnia 1949 – 4 czerwca 1953)
- Aleksiej Kiriczenko (4 czerwca 1953 – 26 grudnia 1957)
- Nikołaj Podgorny (26 grudnia 1957 – 2 lipca 1963)
- Petro Szełest (2 lipca 1963 – 21 maja 1972)
- Wołodymyr Szczerbycki (25 maja 1972 – 28 września 1989)
- Wołodymyr Iwaszko (28 września 1989 – 22 czerwca 1990)
- Stanisław Hurenko (22 czerwca 1990 – 30 sierpnia 1991)